# Ulf Thorén

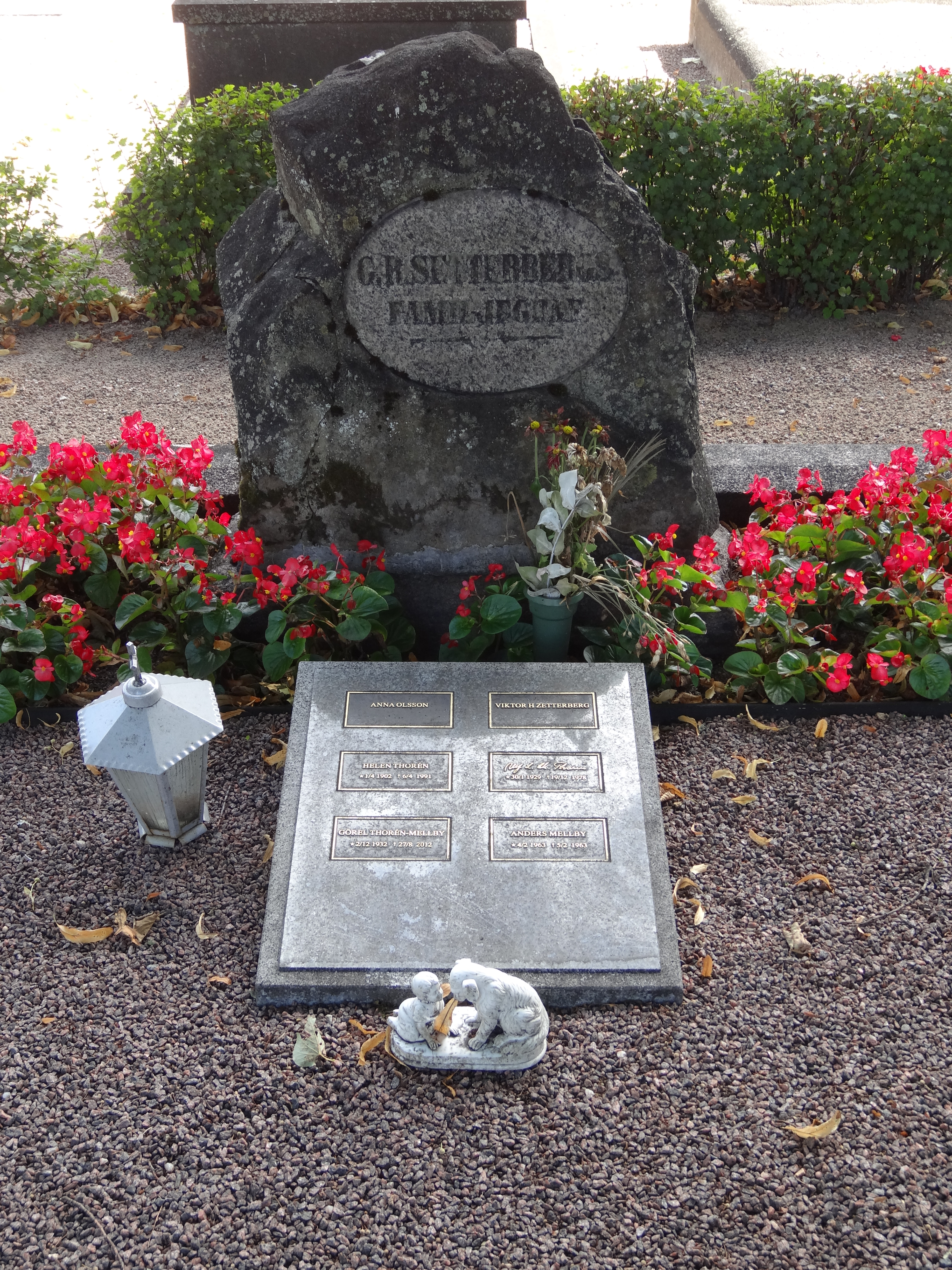
Ulf Thoréns gravvård på Östra kyrkogården i Göteborg.

Ulf Lennart Christer Thorén, född 30 januari 1929 i Göteborg, död 19 december 1978 i Stockholm, var en svensk journalist och programledare.

## Biografi
Ulf Thorén var son till chefredaktör Jerker Thorén och Helen Setterberg samt yngre bror till Arne Thorén. Han var på sin tid nyskapande och hade framgång i Sveriges Television med sitt veckomagasin Hvar fjortonde dag, där ett stående inslag  var två rävar på Riddarfjärdens is som vände sig i takt. Thorén var under en tid även redaktör för Herrarnas kalender.
Åren 1957 till 1974  var han gift med journalisten Lill Thorén (född 1936) och fick barnen Maria 1957, Ulrica 1958, Bror 1963 och Benjamin 1965. Ulf Thorén är begravd på Östra kyrkogården i Göteborg.